# Батање
Батање су насеље у општини Карбинци, у Северној Македонији.

## Географија
Село се налази на око 5 km удаљености од Карбинаца, на крајњим југозападним падинама Осоговске планине, а земљиште села се на југу простире до реке Брегалнице.

## Историја
Насеље је основано након што је регион у коме се налази припао Србији, после Другог балканског рата. Колонија Мишићево је освећена 2. априла 1923, овде су били насељени оптанти из мађарског места Батања, па је село названо Нова Батања. Колонисти су те прве  године описани као "свачим незадовољни" након што су насељени на "голу ледину" и пошто су им се куће од набоја срушиле - затим су били летаргични и желели одлазак у Војводину.
После Другог светског рата Срби су се иселили у Кратово, Злетово и друга већа места.

## Демографија
Према попису из 2002. године у насељу је живело 2 становника, а етнички састав је био следећи:
- Македонци: 1 (50%)
- Срби: 1 (50%)

1. ↑  "Политика", 4. апр. 1923, стр. 3
2. ↑  "Политика", 29. септ. 1923, стр. 4 - Како се у нас колонизује